# Норшьо
Норшьо (на шведски: Norsjö) е град в северна Швеция, лен Вестерботен. Главен административен център на едноименната община Норшьо. Разположен е около северния бряг на езерото Норшьон. Намира се на около 620 km на север от централната част на столицата Стокхолм и на около 120 km на северозапад от главния град на лена Умео. Населението на града е 2051 жители според данни от преброяването през 2010 г.

## Личности
Родени
- Карлот Агел (р.1959), американска детска писателка от шведски произход